# دلفین معمولی نوک‌دراز
دلفین معمولی نوک‌دراز یکی از دو عضو سرده کچه‌ماهی‌ها است. این دلفین در محدوده جغرافیایی کوچک‌تری نسبت به دلفین معمولی کوتاه‌نوک زندگی می‌کند. آن‌ها در محدوده‌هایی از جهان که از هم جدا هستند ولی همگی آب‌های گرم و استوایی دارند، زندگی می‌کنند. گستره‌ی آن‌ها بخش‌هایی از مناطق غربی و جنوبی آفریقا، بیشتر مناطق غربی آمریکای جنوبی، جنوب کالیفرنیا تا مرکز مکزیک، مناطق کرانه‌ای پرو، اطراف ژاپن، کره، تایوان و نیز دریای عمان را شامل می‌شود.

## رده‌بندی
دلفین معمولی نوک‌دراز عضوی از خانواده دلفین‌های معمولی یا همان کچه‌ماهی‌ها است. تا میانه دهه ۱۹۹۰ تفاوت‌های درون خانواده (Delphinus) به عنوان جانوران مختلف شناخته نمی‌شدند و همگی عضو گونه (D. delphis) به حساب می‌آمدند. هم‌اکنون دو گونه (Delphinus) شناخته شده‌اند، دلفین معمولی درازنوک با نام علمی (D. capensis) و دلفین معمولی کوتاه‌نوک که با نام علمی (D. delphis) خوانده می‌شود. دلفین معمولی نوک‌دراز به‌طور معمول بزرگتر از کوتاه‌نوک است و دارای پوزه بلندتری است. دلفین معمولی هند-آرام که به عنوان گونه‌ای مستقل (D. tropicalis) شناخته می‌شود اغلب نوعی دلفین معمولی نوک‌دراز به شمار آورده می‌شود.

## ویژگی‌ها
دلفین معمولی نوک‌دراز دلفینی با جثه متوسط به شمار می‌آید و از دلفین‌های پوزه‌بطری کوچکتر است. طول بالغ‌ها میان ۱٫۹ تا ۲٫۵ متر است و وزنشان میان ۸۰ تا ۲۳۵ کیلوگرم؛ که البته وزن میان ۸۰ تا ۱۵۰ کیلوگرم معمول‌تر است. نرها اغلب بلند قد تر و سنگین تر اند. پشت آن‌ها به تاریک‌رنگ است و شکمشان به رنگ سفید و دارای رنگ‌آمیزی‌هایی با الگویی همانند ساعت شنی در پهلوهای خود اند. این جانور دارای پوزه‌ای دراز و باریک با ۶۰-۵۰ دندان ریز و تیز در هر فک است.

## رفتار
دلفین‌های معمولی نوک‌دراز می‌توانند در میان گروه‌هایی پرشمار از دیگر دلفین‌ها زندگی کنند. آن‌ها گاه با دیگر گونه‌های دلفین، از جمله نهنگ‌های خلبان، ارتباط برقرار می‌کنند. آن‌ها همچنین در حال بازی بر روی موج‌های تولید شده توسط حرکت نهنگ‌ها و قایق‌ها دیده شده‌اند. پرتاب کردن خود از آب به روی سطح آن و بازی‌های آکروباتیک در هوا از جمله رفتارهای آن‌ها است.
غذای دلفین‌های معمولی نوک‌دراز را طیف گسترده‌ای از ماهیان و ماهی مرکب که در عمق زیر ۲۰۰ زندگی می‌کنند، تشکیل می‌دهند.
دوره بارداری این جانور ۱۰ تا ۱۱ ماه است. طول بچه تازه به دنیا آمده میان ۸۰ تا ۱۰۰ سانتی‌متر است و وزن تقریبی ۱۰ کیلوگرم دارد. زمان میان دو زایمان پیاپی ۱ تا ۳ سال طول می‌کشد. در اسارت، این دلفین با دلفین پوزه‌بطری معمولی آمیزش میان-گونه‌ای کرده و بچه تولید شده توانایی باروری داشته‌است، که نشان می‌دهد چنین آمیزش‌هایی بچه‌های بارور پدید می‌آورند.

## یادداشت
1. ↑  Delphinus delphis